# エレン・シュヴィールス
エレン・シュヴィールス（ドイツ語: Ellen Schwiers, 1930年6月11日 - 2019年4月26日）は、ドイツの女優。

## 来歴
ヴァイマル共和政時代のシュテッティン（現在のポーランド領シュチェチン）に生まれる。父も俳優で、彼女が子供の頃から移動劇団でドイツ中を巡業していた。そのため、何度も学校を転校した。終戦後、ヘッセン州のマールブルクに落ち着き、演技の専門教育を受けた。その後、最初にコブレンツで舞台に立ち、その間にプロンプターも経験。
映画デビューは1949年。以降、1950年代から1960年代にかけ旧西ドイツ・オーストリア映画界で数々の作品に出演し活躍。ドイツ語圏以外の外国作品への出演もある。1958年に出演した旧西ドイツ映画『Helden（英雄）』（日本未公開。英語題名は『Arms and the Man』）は第31回アカデミー賞外国語映画賞にノミネート。1959年の『ほがらかに鐘は鳴る』ではインパクトのある美貌で、若い未亡人ズザンネを演じた。1970年代からは主にドイツのテレビドラマに出演しているが、1976年にはベルナルド・ベルトルッチ監督の『1900年』、1978年にはビリー・ワイルダー監督の『悲愁』に出演。また、映画・ドラマと並行しながら、エッセン、ザルツブルクなどで舞台公演も行った。
ドイツでは、2009年にもドラマに出演している。
ドイツ連邦共和国功労勲章を受章している。
2019年4月26日、バイエルン州シュタルンベルクの自宅で死去。88歳没。

## 家族
1956年にレニ・リーフェンシュタールの元夫だった映画プロデューサーのペーター・ヤーコプ（Peter Jacob）と結婚。娘のカテリーナ・ヤーコプ（Katerina Jacob、1958年－）と息子のダニエル・ヤーコプ（Daniel Jacob）は2人とも俳優になったが、1985年、ダニエルは病気のため21歳で死去。夫ペーターとは1992年に死別。孫（カテリーナの娘）のヨゼフィーネ・ヤーコプ（Josephine Jacob、1981年－）も女優になった。

## 主な出演作品
- 戦線の08/15　08/15 - Zweiter Teil　（1955年）
- 街道強盗　Banditen der Autobahn　（1955年）
- 英雄　Helden　（1958年）
- バイキング Tales of the Vikings （1959年）
- 牝牛と兵隊　La Vache et le prisonnier　（1959年）
- グレコの復讐　No Time to Kill　（1959年）
- ほがらかに鐘は鳴る　Wenn die Glocken hell erklingen　（1959年）　-　共演はウィーン少年合唱団
- 拳銃のバラード　Ballata per un pistolero　（1967年）
- パトロール隊出動　Polizeifunk ruft　（1970年）
- 1900年　Novecento　（1976年）　-　キネマ旬報ベストテン第2位
- 悲愁　Fedora　（1978年）